# Panamerikanische Spiele 1995/Boxen
Die 12. Boxwettkämpfe der Herren bei den Panamerikanischen Spielen wurden vom 11. März bis zum 27. März 1995 in der argentinischen Stadt Mar del Plata ausgetragen. Sie dienten zur Qualifikation für die Olympischen Sommerspiele 1996 in Atlanta. Diesmal wurden auch im Schwergewicht wieder zwei Bronzemedaillen an die unterlegenen Halbfinalisten vergeben. Es wurden insgesamt 48 Medaillen in zwölf Gewichtsklassen vergeben.

## Medaillengewinner
| Klasse                          | Gold                                | Silber                        | Bronze                                                                   |
| ------------------------------- | ----------------------------------- | ----------------------------- | ------------------------------------------------------------------------ |
| Halbfliegengewicht (bis 48 kg)  | Edgar Velásquez Venezuela           | Juan Ramírez Kuba             | Geovany Baca Honduras Albert Guardado USA States                         |
| Fliegengewicht (bis 51 kg)      | Joan Guzmán Dominikanische Republik | Raúl González Sánchez Kuba    | José Luis López Venezuela José Juan Cotto Puerto Rico                    |
| Bantamgewicht (bis 54 kg)       | Juan Despaigne Kuba                 | José Miguel Cotto Puerto Rico | John Nolasco Dominikanische Republik Claude Lambert Kanada               |
| Federgewicht (bis 57 kg)        | Arnaldo Mesa Kuba                   | Alex Trujillo Puerto Rico     | Luis Ernesto José Dominikanische Republik Cristian Rodríguez Argentinien |
| Leichtgewicht (bis 60 kg)       | Julio Gonzáles Kuba                 | Acelino Freitas Brasilien     | Francisco Osorio Kolumbien Michael Strange Kanada                        |
| Halbweltergewicht (bis 63,5 kg) | Walter Crucce Argentinien           | Luis Deines Pérez Puerto Rico | Héctor Vinent Kuba Fernando Vargas USA                                   |
| Weltergewicht (bis 67 kg)       | David Reid USA                      | Daniel Santos Puerto Rico     | Hercules Kyvelos Kanada Tomás Leyva Guatemala                            |
| Halbmittelgewicht (bis 71 kg)   | Alfredo Duvergel Kuba               | Derbys Álvarez Venezuela      | Kurt Sinette Trinidad und Tobago Jason Smith Kanada                      |
| Mittelgewicht (bis 75 kg)       | Ariel Hernández Kuba                | Ricardo Araneda Chile         | Jhon Arroyo Kolumbien Ronald Simms USA                                   |
| Halbschwergewicht (bis 81 kg)   | Antonio Tarver USA                  | Thompson García Ecuador       | Edgardo Santos Puerto Rico Gabriel Hernández Dominikanische Republik     |
| Schwergewicht (bis 91 kg)       | Félix Savón Kuba                    | Lamon Brewster USA            | Moises Rolón Puerto Rico Santiago Palavecino Argentinien                 |
| Superschwergewicht (über 91 kg) | Leonardo Martínez Fiz Kuba          | Jean-François Bergeron Kanada | Romulo Cuarez Venezuela Lance Whitaker USA                               |

## Medaillenspiegel
| Rang | Land                    | Gold | Silber | Bronze | Gesamt |
| ---- | ----------------------- | ---- | ------ | ------ | ------ |
| 1    | Kuba                    | 7    | 2      | 1      | 10     |
| 2    | Vereinigte Staaten      | 2    | 1      | 4      | 7      |
| 3    | Venezuela               | 1    | 1      | 2      | 4      |
| 4    | Dominikanische Republik | 1    | 0      | 3      | 4      |
| 5    | Argentinien             | 1    | 0      | 2      | 3      |
| 6    | Puerto Rico             | 0    | 4      | 3      | 7      |
| 7    | Kanada                  | 0    | 1      | 4      | 5      |
| 8    | Brasilien               | 0    | 1      | 0      | 1      |
| 8    | Ecuador                 | 0    | 1      | 0      | 1      |
| 8    | Chile                   | 0    | 1      | 0      | 1      |
| 11   | Kolumbien               | 0    | 0      | 2      | 2      |
| 12   | Guatemala               | 0    | 0      | 1      | 1      |
| 12   | Honduras                | 0    | 0      | 1      | 1      |
| 12   | Trinidad und Tobago     | 0    | 0      | 1      | 1      |
|      | Total                   | 12   | 12     | 24     | 48     |